# 國民演壇報
《國民演壇報》（越南语：／），是二十世紀初法屬交趾支那的一份法語報紙，由商人阮富開（／）和裴光昭主辦。從1917年開始發行，在1925年初停止運作。該報也是印度支那立憲黨的機關報。

## 歷史

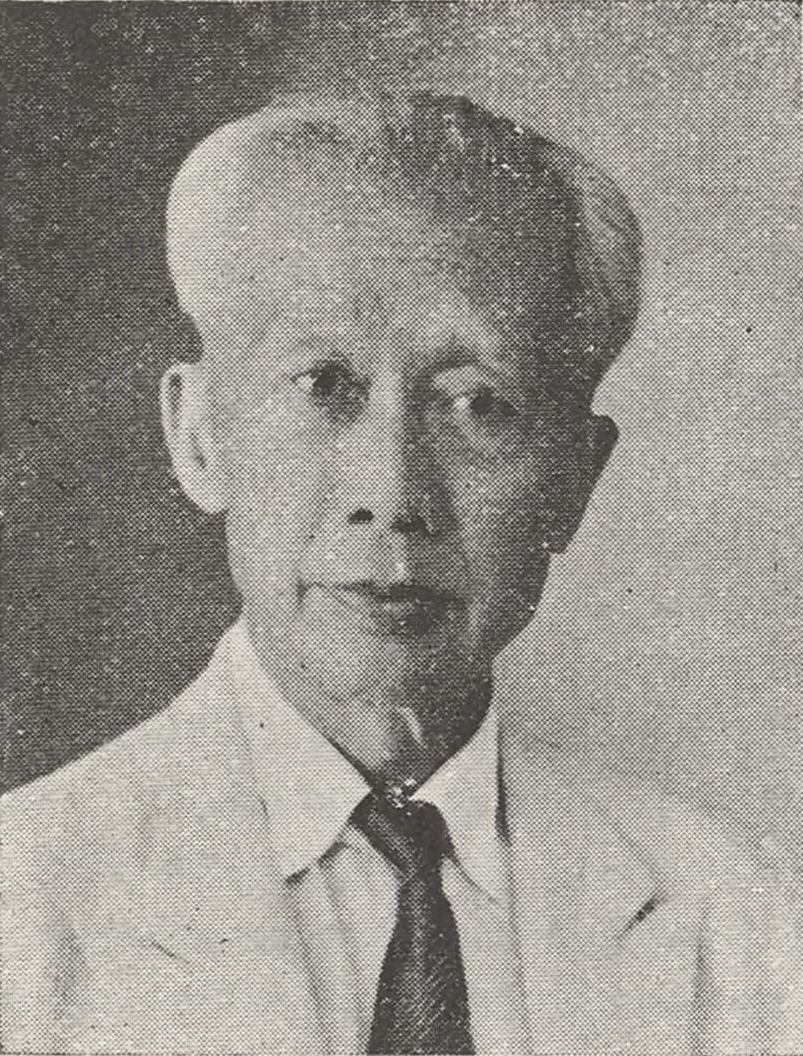
《國民演壇報》主筆裴光昭

《國民演壇報》來源於阿爾貝·薩羅擔任總督時法屬印度支那當局的一個方案，旨在吸引和接納越南知識分子和士人加入支持法屬印度支那政府的陣營。作爲成果，《南風雜誌》誕生在了北圻。與此同時，在南圻，由總督府承擔費用的《國民演壇報》於1917年8月20日發行了第一期。
該報紙面向兩類讀者：越南西學界和法國殖民者。由於報社主任裴光昭是法國國籍，加之報紙以法語出版，該報沒有像其他一些出版物那樣受到限制，而是有較大的權利可以發表與政治有關的文章。1919年4月，在裴光昭的管理下，《國民演壇報》成爲了印度支那立憲黨的發聲機關。後來報紙的路線逐漸轉向批評政府，因此，繼任的法屬印度支那代理總督喬治·馬伯樂轉而資助另一家名爲《傳響越南》（L'Echo annamite）的報紙，以對抗《國民演壇報》。然而，隨後阮攀龍主辦的《傳響越南》報也變得不易歸順，開始批評起殖民政府的政策。不過，不管是《國民演壇報》還是《傳響越南》都保持了分寸，沒有提出推翻政府的主張，而是要求改革，以保護與法國人擁有相同權利的上層越南人。此外，法語報紙的直接讀者數量非常有限，只有數千人。
1919年，在西貢抵制華人商店運動開始的時候，發生了一起與《國民演壇報》有關的事件。該報刊登了一封名叫李天的華人辱駡越南人的信，在信中挑戰了越南人社區的經濟封鎖運動。作爲後果，民衆活躍了起來，並吸引了許多協會和私人合作組織與華僑財閥們競爭。這一運動從南圻蔓延到了北圻，使法國當局擔心這場提出了經濟目標的運動可能會擴展爲排法運動，並提出政治主張，於是下令鎮壓。
1925年，裴光昭在對一個將西貢碼頭交給一家法國私營公司開發的提案提出反對後，南圻統督莫里斯·科尼亞克（Maurice Cognacq）以此爲藉口將他從農業所革職。裴光昭被調離，不得不離開西貢前往金邊。失去了裴光昭，《國民演壇報》不得不停刊。

### 復刊
1926年，裴光昭以《東洋報》（La Tribune Indochinoise）的名字復辦報紙，《東洋報》第一期發行於當年8月6日，1942年宣告停刊。該報主張並宣傳與殖民政府的合作路線以及阿爾貝·薩羅提出的法越提攜政策。

## 出版形式
《國民演壇報》每周發行三期。每個星期六還有一份《小國民演壇》（La Petite Tribune Indigène），印刷2,000份。每個星期一有越南語版本。

### 引用
1. 1 2 3 4  阮伯卓.  (PDF). 南風雜誌 (河內: 東京印館). 1917年9月, (第3期): 177-178  [2022-06-21]. （原始内容 (PDF)存档于2022-06-21）.
2. ↑  Phạm Quỳnh.  (PDF). Nam Phong tạp chí (河內: 東京印館). 1970年, (số 3): 204-205  [2022-06-21]. （原始内容 (PDF)存档于2019-07-15）.
3. 1 2  Hồ Tài Huệ Tâm 1996，第39頁.
4. ↑  Smith, R. B. . Modern Asian Studies (Cambridge University Press). 1969年, 3 (2): 131-150  [2022-06-21]. （原始内容存档于2019-12-04） –JSTOR.
5. ↑  Lê Mạnh Hùng. . www.bbc.com. 2005-08-09  [2022-06-21]. （原始内容存档于2022-06-21）.
6. ↑  Hồ Tài Huệ Tâm 1996，第41頁.
7. ↑  Hồ Tài Huệ Tâm 1996，第45頁.
8. ↑  Peycam 2012，第79頁.
9. ↑  . www.vietnamtk20.vn. 2011-04-14  [2022-06-21]. （原始内容存档于2013-12-31）.
10. ↑  Hồ Tài Huệ Tâm 1996，第46頁.
11. ↑  . gallica.bnf.fr. 1927-08-15  [2022-06-21].
12. ↑  Peycam 2012，第75頁.
13. ↑  . icon.crl.edu.   [2022-06-21]. （原始内容存档于2022-06-27）.
14. ↑  Hứa Hoành. . namkyluctinh.org.   [2022-06-21]. （原始内容存档于2013-07-06）.
15. ↑  Hồ Tài Huệ Tâm 1996，第123頁.
16. ↑  . Library of Congress.   [2022-06-21]. （原始内容存档于2019-12-04）.

### 來源
- Hồ Tài Huệ Tâm. . Harvard University Press. 1996. ISBN 9780674746138.
- Peycam, Philippe. . 紐約: Columbia University Press. 2012. ISBN 0231158505.